# Фернандиш, Абилиу
Аби́лиу Ферна́ндиш (порт. Abílio Fernandes; 1906—1994) — португальский ботаник.

## Биография
Родился 19 октября 1906 года в деревне Масаиньяш близ города Гуарда в семье Жозе Фернандиша и Марии Аугушты Фернандиш. В 1923 году поступил в Коимбрский университет, в 1927 году окончил его со степенью лиценциата и устроился на работу ассистентом в Коимбрском ботаническом институте. В 1931 году Фернандиш защитил докторскую диссертацию, в которой рассматривал цитологические различия в родах Алоэ и Нарцисс, затем сконцентрировался на последнем из родов. С 1937 года Фернандиш был профессором систематической ботаники Коимбрского университета, некоторое время также преподавал морфологию и физиологию растений, экологию, общую ботанику.
В 1942 году Американское Амариллисовое общество присудило Фернандишу медаль Уильяма Герберта. Вскоре Абилиу познакомился с Розеттой Батардой, ставшей впоследствии его женой и описавшей в соавторстве с ним множество видов растений.
В сентябре 1957 года Абилиу Фернандиш был назначен директором Ботанических музея и лаборатории Коимбрского университета, а также директором ботанического сада. С 1971 года он работал в администрации национального парка Пенеда-Жереш. В октябре 1975 года он ушёл на пенсию.
А. Фернандиш был членом Бротеровского общества, некоторое время занимал должность его вице-президента. Также он состоял в Португальском анатомическом обществе и Португальском обществе биологии.
Скончался Абилиу Фернандиш 16 октября 1994 года.

## Награды
- Кавалер Большого креста ордена Народного образования (10 июня 1992)

## Виды растений, названные в честь А. Фернандиша
- Anthericum fernandesii Poelln., 1943
- Kalanchoe fernandesii Raym.-Hamet, 1950
- Narcissus fernandesii Pedro, 1947 [= Narcissus flavus Lag., 1816]
- Convolvulus fernandesii P.Silva & Teles, 1980
- Udora fernandesii M.R.Almeida & S.M.Almeida, 2009